# Lancia Rally 037

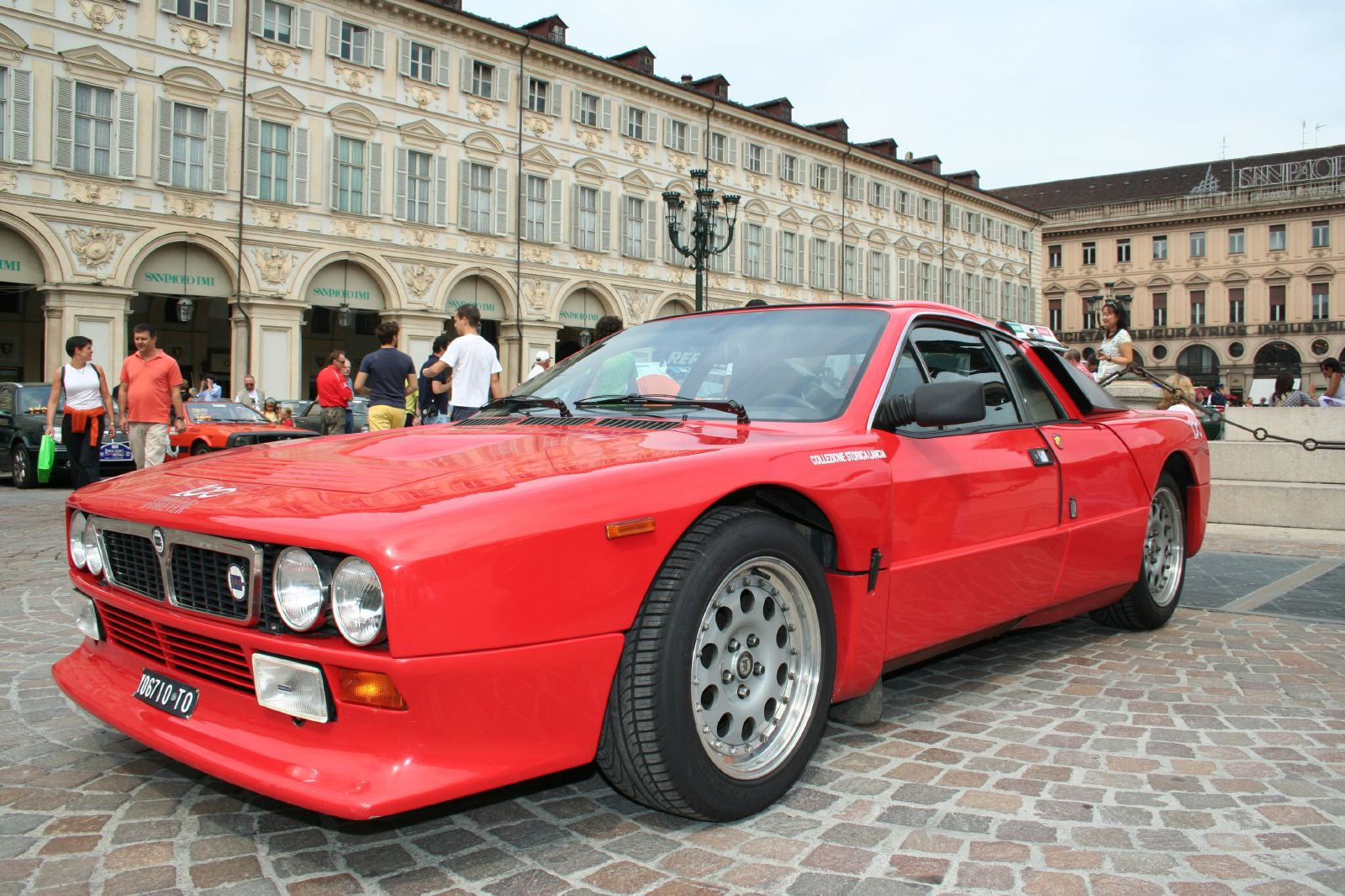
Lancia Rally 037 Stradale

Der Lancia Rally 037 ist ein Sportwagen des italienischen Herstellers Lancia, der speziell für die Anforderungen des Rallyesports konstruiert wurde.
Die Entwicklung des Lancia Rally 037 begann im Juli 1980 unter dem (Abarth-)Projektkürzel SE037 im Rahmen einer intensiven Kooperation von Lancia, Abarth und Pininfarina. Im Dezember desselben Jahres wurde der erste einsatzbereite Prototyp präsentiert. Der Rally 037 besitzt einen Mittelmotor, der mit Hilfe eines mechanischen Roots-Kompressors auf 228 kW (310 PS) aufgeladen wird. Dadurch ist eine Beschleunigung von 0 auf 100 km/h in vier Sekunden möglich. Die Basis des Zweiliter-16V-Motors von Abarth stammt aus dem Fiat 131 Abarth.
Vom Lancia Rally 037 gab es homologationsbedingt auch eine Straßenversion („stradale“). In ihr leistete der 2-Liter-Motor 151 kW (205 PS) bei 7000/min. Der Wagen kostete 1983 in Italien 45.630.000 Lire. Inklusive der wettbewerbsspezifischen Ausführungen baute Lancia zusammen mit Abarth und Pininfarina insgesamt 257 Einheiten des Rally 037. Die Straßenversion (Fahrgestellnummern 001 bis 200) war die Basis für die ersten Wettbewerbsfahrzeuge, die an den breiten Heckleuchten vom Lancia Montecarlo erkennbar waren. Die Fahrzeuge der Evolutionsstufe 1 (Fahrgestellnummern 201 bis 220) hatten runde Heckleuchten, die der Evolutionsstufe 2 (Fahrgestellnummern 301 bis 320) verzichteten zusätzlich noch auf die Heckstoßstange, um die Wärmeabfuhr aus dem Motorraum zu verbessern.
Der Lancia Rally 037 basierte auf der Fahrgastzelle des Lancia Beta Montecarlo, da das Reglement die Verwendung dieses Teils von einem Serienfahrzeug forderte. Deswegen wurde sogar eigens die Produktion des Montecarlo wieder aufgenommen, die eigentlich bereits zwei Jahre zuvor beendet worden war. Da der Rally 037 als reines Wettbewerbsfahrzeug konzipiert wurde, stand er in der Tradition des Lancia Stratos HF. Als Antrieb diente die lang bewährte Abarth-Variante des Lampredi-Vierzylinders, als Getriebe wurde auf das ZF-Aggregat des De Tomaso Pantera zurückgegriffen. Damit war der Rally 037 eines der letzten Rallyefahrzeuge mit reinem Hinterradantrieb.
Abarth nutzte die langjährigen Erfahrungen, ein vor allem einfach gehaltenes und schnell und leicht zu wartendes Fahrzeug zu konstruieren. Deswegen verzichtete man bewusst auf einen Allradantrieb, um einerseits die Entwicklungszeit kurz zu halten und andererseits weniger Teile zu verbauen. Ein ganz großer Vorteil des Rally 037 war seine konsequente konstruktive Auslegung auf leichten Service während der Wettbewerbe. So wurden am Fahrzeug alle wesentlichen Bauteile mit Schrauben in nur zwei unterschiedlichen Größen befestigt, um Werkzeugwechsel so weit wie möglich zu vermeiden. So waren Radmuttern, Stoßdämpferbefestigungen und Sitzschienen mit dem Schlagschrauber ohne Werkzeugwechsel de- und remontierbar, wobei die Befestigung der Sicherheitsgurte am Sitzgestell die Wartung noch weiter vereinfachte. Am Rohrrahmen gab es beispielsweise Führungselemente für die Haltebolzen der Stoßdämpfer, die deswegen unter Wettbewerbsbedingungen sehr schnell und einfach montiert werden konnten. Hier hatte der Rally 037 im Einsatz einen entscheidenden Vorteil beispielsweise gegenüber dem Audi quattro, der im Einsatz oft an seiner großen Komplexität und den daraus resultierenden aufwendigen Servicearbeiten scheiterte.
Trotzdem konnte der Rally 037 bis Mitte der 1980er-Jahre zumindest bei Asphalt-Rallyes mit den allradgetriebenen Konkurrenten der Gruppe B (Audi quattro und Peugeot 205 T16) mithalten und war ihnen dabei im Fahrverhalten teilweise sogar überlegen. Mit Beginn der Rallye-Weltmeisterschaft 1985 wurde der 037 vom allradgetriebenen Lancia Delta S4 abgelöst.
Lancia gewann mit dem Rally 037 im Jahre 1983 die Konstrukteursweltmeisterschaft. Der Lancia Rally war damit bisher das letzte nicht allradgetriebene Fahrzeug der Geschichte, das einen solchen Titel gewann. 1983 beendete Walter Röhrl mit einem Lancia Rally 037 die Fahrerweltmeisterschaft auf Rang zwei, der zweite Werksfahrer, Markku Alén, wurde Dritter.
Zwischen 1983 und 1985 gelangen Lancia mit dem 037 zusätzlich drei aufeinanderfolgende Gewinne der Rallye-Europameisterschaft.
Die italienische Firma Kimera Automobili baut mit dem Evo 37 seit 2021 eine Neuauflage des 037. Es sollen 37 Fahrzeuge entstehen. Der Basispreis beträgt vor Steuern 540.000 Euro.